# Портленд (Колорадо)
Портленд (англ. Portland) — переписна місцевість (CDP) в США, в окрузі Урей штату Колорадо. Населення — 136 осіб (2020).

## Географія
Портленд розташований за координатами 38°5′21″ пн. ш. 107°41′43″ зх. д. / 38.08917° пн. ш. 107.69528° зх. д. (38.089222, -107.695234).  За даними Бюро перепису населення США в 2010 році переписна місцевість мала площу 8,29 км², уся площа — суходіл.

## Демографія
Згідно з переписом 2010 року, у переписній місцевості мешкало 135 осіб у 58 домогосподарствах у складі 45 родин. Густота населення становила 16 осіб/км².  Було 86 помешкань (10/км²).
Расовий склад населення:
| - 100,0 % — білих |

До двох чи більше рас належало 0,0 %. Частка іспаномовних становила 4,4 % від усіх жителів.
За віковим діапазоном населення розподілялося таким чином: 17,8 % — особи молодші 18 років, 65,9 % — особи у віці 18—64 років, 16,3 % — особи у віці 65 років та старші. Медіана віку мешканця становила 47,4 року. На 100 осіб жіночої статі у переписній місцевості припадало 104,5 чоловіків;  на 100 жінок у віці від 18 років та старших — 91,4 чоловіків також старших 18 років.
Середній дохід на одне домашнє господарство  становив 58 255 доларів США (медіана — 53 750), а середній дохід на одну сім'ю — 61 739 доларів (медіана — 53 750). Медіана доходів становила 38 750 доларів для чоловіків та 23 750 доларів для жінок. За межею бідності перебувало 6,5 % осіб, у тому числі 0,0 % дітей у віці до 18 років та 0,0 % осіб у віці 65 років та старших.
Цивільне працевлаштоване населення становило 72 особи. Основні галузі зайнятості: освіта, охорона здоров'я та соціальна допомога — 19,4 %, будівництво — 19,4 %, роздрібна торгівля — 16,7 %.